# Università tecnica di Graz
L'Università tecnica di Graz (in tedesco: Technische Universität Graz, acronimo TU Graz), conosciuta anche come Politecnico di Graz, è il secondo centro di formazione superiore della Stiria. È la terza accademia in Austria specializzata nel settore tecnologico-scientifico, dopo quella di Leoben (Montanuniversität Leoben) e quella di Vienna (Università tecnica di Vienna). Fu fondata nel 1811 dall'arciduca Giovanni d'Austria.